# TT-Line (Alemania)
TT-Line (originalmente llamada TT-Linie) es una empresa de transportes con base en Lubeca, Alemania. Debe su nombre, a las iniciales de las dos ciudades que conectaba inicialmente con su servicio de transbordador: Travemünde, en Alemania y Trelleborg, en Suecia.

## Historia
La empresa fue fundada en 1962. La propiedad de la flota de barcos, está dividida entre Holding Trampschiffahrt GmbH & Co. KG que posee el 83,5 % y Aug. Bolten Wm. Miller's Nachfolger GmbH & Co. KG que posee el restante 16,5 %

## Servicios
El servicio de cargas y pasajeros se brinda en dos rutas. Desde Trelleborg, en el sur de Suecia, hacia dos ciudades en Alemania: Travemünde y Rostock. Una tercera ruta, exclusiva para transporte de carga Ro-Ro, enlaza, una vez por semana, Helsingborg con Travemünde.

## Galería

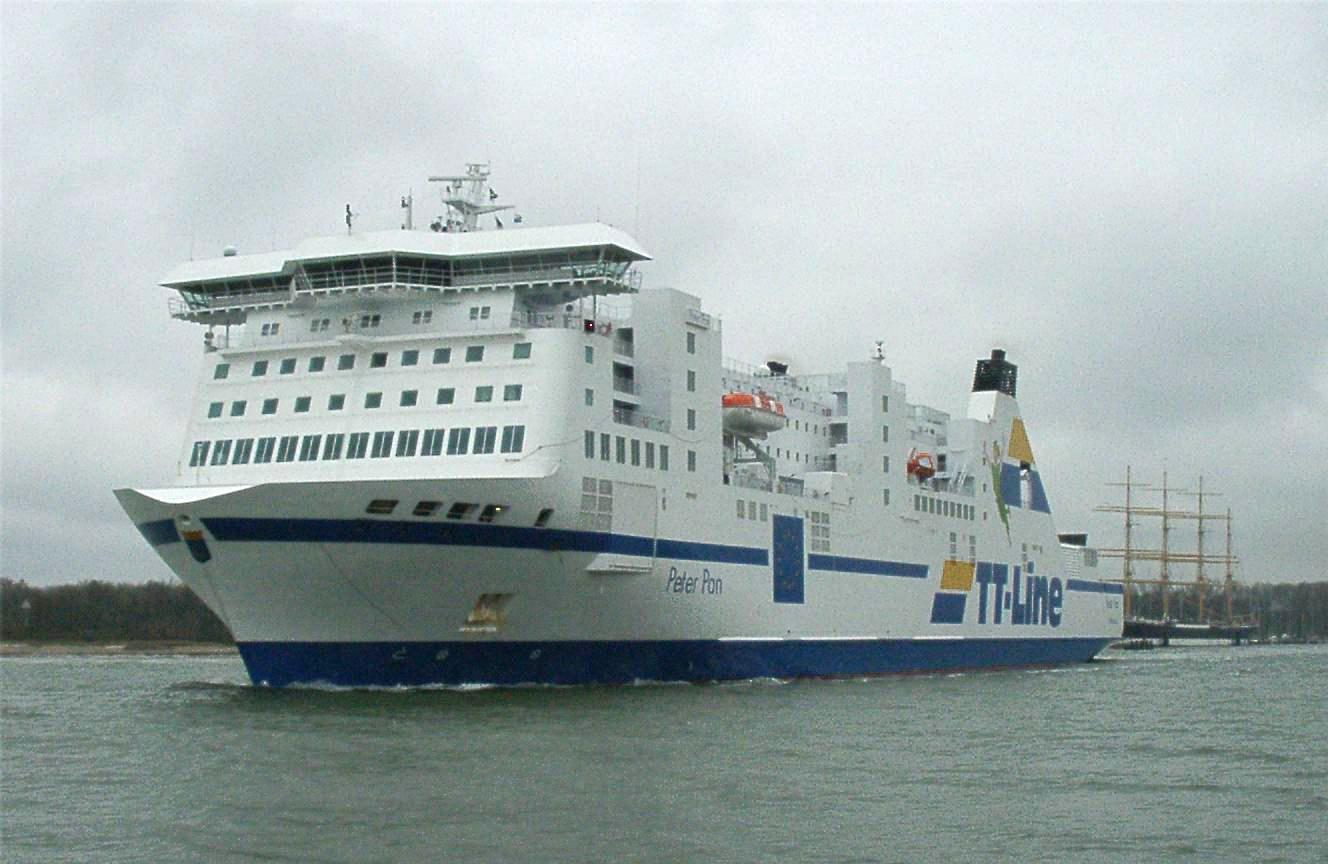
El Peter Pan V en Travemünde en 2002.
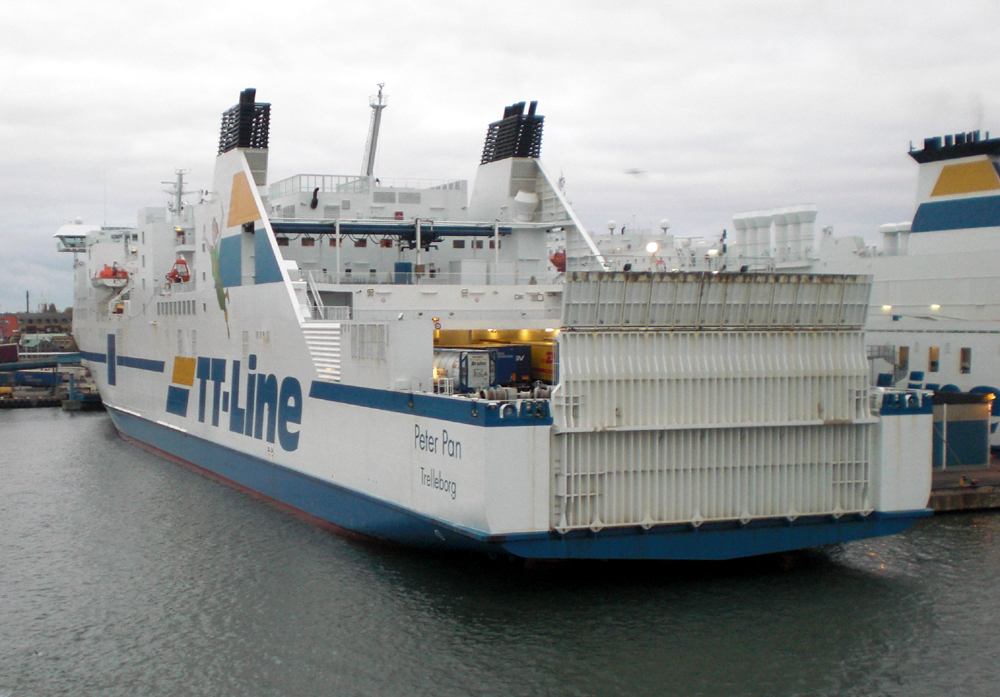
La popa del Peter Pan V. Se destaca la bodega y rampas de carga, típicas de este tipo de barcos.
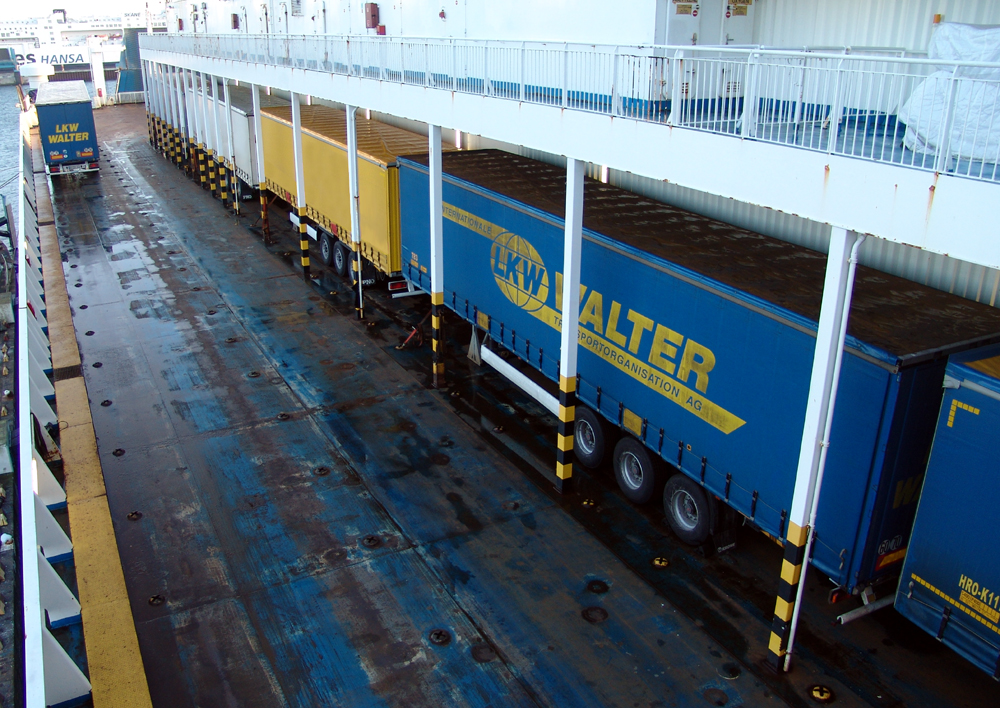
Vista de la bodega del ferri Tom Sawyer amarrado en Trelleborg.
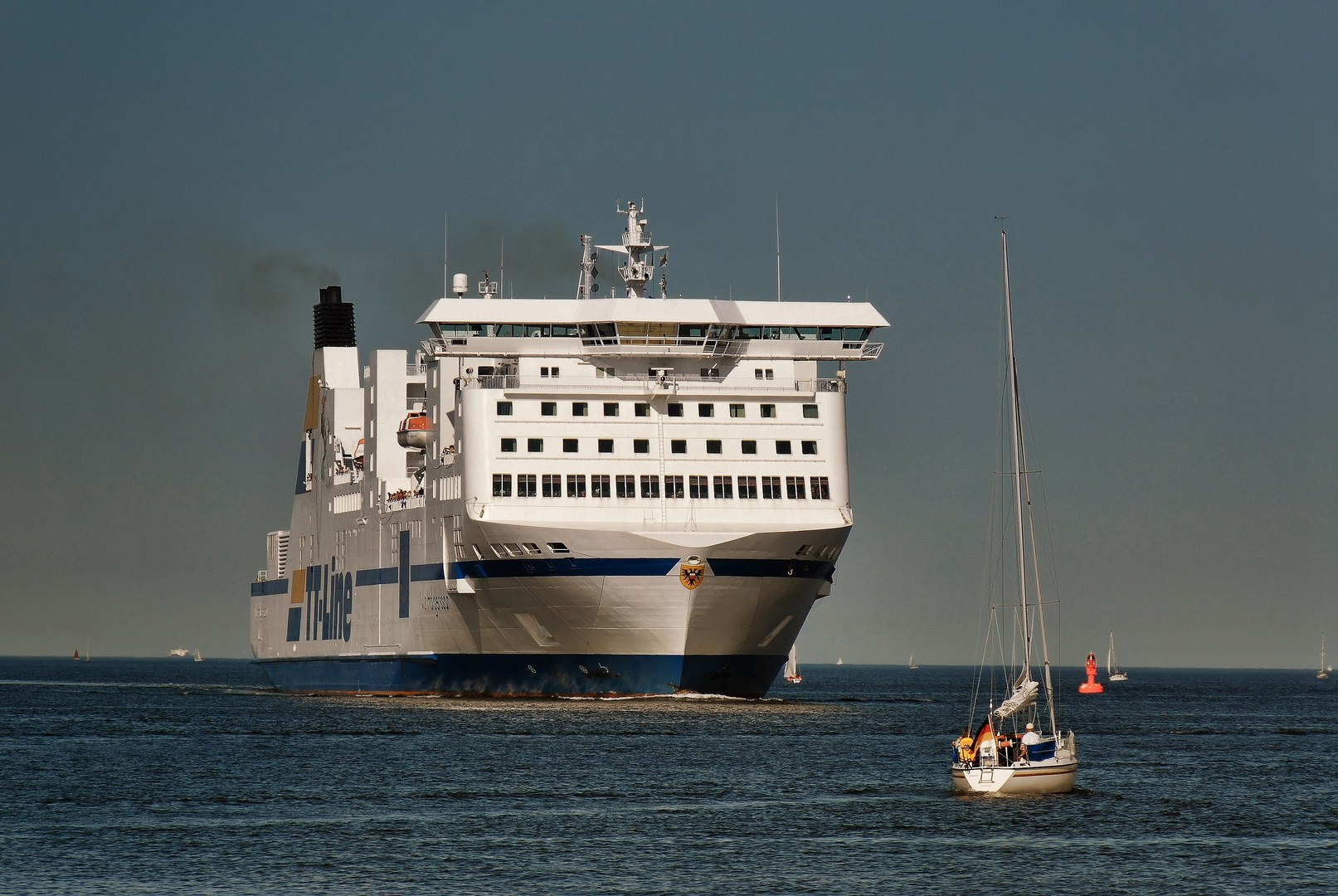
El Nils Holgersson en Lübeck.
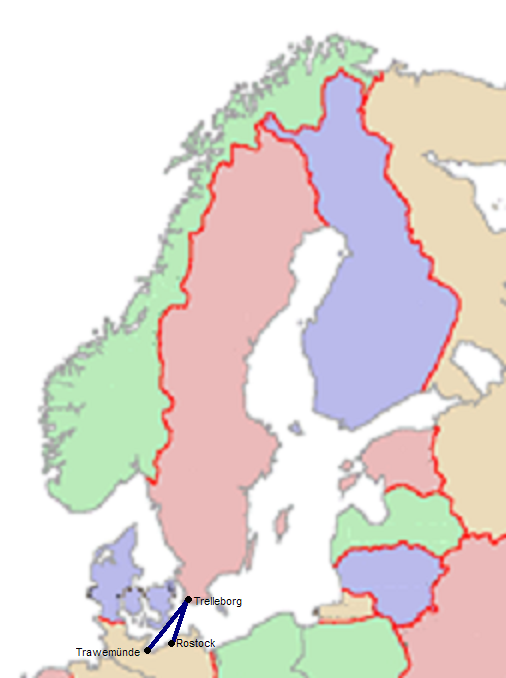
Rutas de TT-Line.